# Central Plaza
Le Central Plaza est un gratte-ciel situé à Hong Kong.

## Histoire
Le Central Plaza, bâti en 1992, était le plus haut immeuble d'Asie jusqu'à la construction du centre Citic, qui mesure 391 mètres de hauteur.
Il a été conçu par l'agence d'architecture de Hong Kong, DLN Architects.

## Caractéristiques
La tour mesure un total de 1227 pieds, soit 374 mètres de hauteur. Son toit atteint les 309 mètres, et c'est son antenne qui fait culminer le Central Plaza à 374 mètres. C'est le troisième plus haut gratte-ciel de Hong Kong (le premier étant l'International Commerce Centre, 484 mètres, et le deuxième étant le Two International Finance Centre, 415 mètres) et le 33e au monde. Le Central Plaza compte 78 étages.
Les matériaux utilisés pour construire la tour furent principalement de l'aluminium et du verre.
Central Plaza fait partie des dix plus hauts gratte-ciels du monde construits autour d'échafaudages en partie à base de troncs de bambou, connu pour sa résistance et sa légèreté.